# كون (مهرجان موسيقي)
كون هو حدث سنوي لبطل البوب كوري  في الولايات المتحدة واليابان، ينضم بواسطة Powerhouse Live، إمنت ميديا، سي جي إيه أند إم و Koreaboo. بدأ في عام 2012  وكان مقره في كاليفورنيا الجنوبية لكن توسع ليشمل الساحل الشرقي و اليابان في عام 2015.

## الأماكن والتواريخ
| تاريخ           | مدينة      | بلد              | صالة                              | حضور   | Line-up |
| --------------- | ---------- | ---------------- | --------------------------------- | ------ | --- |
| 13 أكتوبر، 2012 | إرفاين     | الولايات المتحدة | Verizon Wireless Amphitheatre     | 10,000 | فور مينيت، بي.أيه.بي، إكسو-إم، جينا، نيوست، فيكس                                                                                             |
| 24 أغسطس، 2013  | لوس أنجلوس | الولايات المتحدة | Los Angeles Memorial Sports Arena | 20,000 | 2AM، Dynamic Duo، Exo (K & M)، F(x) (with DJ Koo)، جي دراغون، كرايون بوب، Henry Lau، ميسي إيليوت، تين توب، Yu Seung Woo (with Heejun Han)    |
| 25 أغسطس، 2013  | لوس أنجلوس | الولايات المتحدة | Los Angeles Memorial Sports Arena |        | 2AM، Dynamic Duo، Exo (K & M)، F(x) (with DJ Koo)، جي دراغون، كرايون بوب، Henry Lau، ميسي إيليوت، تين توب، Yu Seung Woo (with Heejun Han)    |
| 9 أغسطس، 2014   | لوس أنجلوس | الولايات المتحدة | Los Angeles Memorial Sports Arena | 42,000 | جي دراغون، بي 1 إي 4، آي يو، تين توب (فرقة موسيقية)، فيكس                                                                                    |
| 10 أغسطس، 2014  | لوس أنجلوس | الولايات المتحدة | Los Angeles Memorial Sports Arena | 42,000 | غيرلز جينيريشن، بي تي إس، سي إن بلو، Jung Joon-young، السماك الأعزل                                                                          |
| 22 أبريل، 2015  | سايتاما    | اليابان          | Saitama Super Arena               |        | Outdoor Stage: 5tion، CODE-V، هاي4، Shu-I، Tahiti                                                                                            |
| 22 أبريل، 2015  | سايتاما    | اليابان          | Saitama Super Arena               | 15,000 | M! Countdown Stage: بلوك بي، بي 1 إي 4، بويفريند، جي أو تي 7، إنفينت، Jun. K، Kangnam، لوفليز، ماي نيم (فرقة)، جانغ نيكول، سيستار، Supernova |
| 1 أغسطس، 2015   | لوس أنجلوس | الولايات المتحدة | ستيبلز سينتر                      | 58,000 | جي أو تي 7، مونستا إكس، Roy Kim، سيستار، سوبر جونيور                                                                                         |
| 2 أغسطس، 2015   | لوس أنجلوس | الولايات المتحدة | ستيبلز سينتر                      | 58,000 | AOA، بلوك بي، ريد فيلفت (فرقة)، شنهوا، Zion.T & Crush                                                                                        |
| 8 أغسطس، 2015   | Newark     | الولايات المتحدة | Prudential Center                 | 17,000 | غيرلز جينيريشن فيكس، AOA، تين توب (فرقة موسيقية)                                                                                             |

## روابط خارجية
- الموقع الرسمي